# Go Fish
Go Fish es una película dramática estadounidense de 1994 escrita por Guinevere Turner y Rose Troche, y dirigida por Troche. Se estrenó en el Festival de Cine de Sundance en 1994 y fue la primera película vendida a un distribuidor, Samuel Goldwyn, durante ese evento por 450.000 dólares.  La película se estrenó durante el Mes del Orgullo en junio de 1994 y finalmente recaudó 2,5 millones de dólares. La película fue vista como una película innovadora que celebraba la cultura lésbica en todos los niveles y lanzó la carrera de las directoras Troche y Turner.  Go Fish demostró la comerciabilidad de las cuestiones lésbicas para la industria cinematográfica. 

## Trama
Max es una joven estudiante universitaria lesbiana de Chicago que lleva diez meses sin tener relaciones sexuales. Ella y su compañera de cuarto y profesora universitaria Kia están en una cafetería cuando se encuentran con Ely, una mujer hippie con cabello largo trenzado, a quien Max inicialmente descarta. Max y Ely terminan yendo juntos al cine. Después de la película regresan a casa de Ely y, tras una conversación coqueta, se besan. De repente, llega una llamada de Kate, la compañera de Ely (invisible en la pantalla), con quien Ely ha estado en una relación a larga distancia durante más de dos años, lo que pone un poco de freno a las cosas.

## Reparto
- Guinevere Turner como Camille 'Max' West
- VS Brodie como Ely
- T. Wendy McMillan como Kia
- Anastasia Sharp como Daria
- Migdalia Meléndez como Evy
- Scout como peluquero
- Dave Troche como Junior

## Producción
Rose Troche y Guinevere Turner leyeron el artículo de B. Ruby Rich "New Queer Cinema" en Sight and Sound y se inspiraron para contactar a Christine Vachon para obtener apoyo en la producción.  El guion fue escrito en colaboración entre Troche y Turner y la película tardó unos tres años en terminarse. Antes de escribir la película, la pareja había trabajado en proyectos para ACT UP Chicago. Quienes actuaron en la película eran amistades, personas vistas por la ciudad o voluntarias seleccionadas en convocatorias de casting abiertas.

## Recepción
En el sitio web de reseñas Rotten Tomatoes, el 76% de las 70 críticas son positivas, con una calificación promedio de 6,4/10. El consenso del sitio web dice: "Con la dirección sensible de Rose Troche y el excelente trabajo de la coguionista y estrella Guinevere Turner, Go Fish juega una mano ganadora". Variety la resumió como "una comedia fresca y moderna sobre los estilos de vida contemporáneos dentro de la comunidad lésbica. Las perspectivas teatrales son excelentes para una película exclusivamente femenina, atentamente observada, visualmente audaz y llena de encantos sorprendentes". Rolling Stone publicó que "Troche aporta un toque atractivo y ligero al material que va desde negociar bares de chicas hasta mantener amistades".
IndieWire la clasificó en el quinto lugar de su lista de las 15 mejores películas lésbicas de todos los tiempos. 
Rita Kempley de The Washington Post escribió: "Go Fish no tiene una agenda a menos que las chicas simplemente deban divertirse".  Melissa Pierson de Entertainment Weekly le dio a la película una "B+", explicando su razonamiento escribiendo que "tanto en cuestiones de sexo como de licencia artística, este es un alquiler para hacerte decir: Vive la diferencia". 

## Premios y nominaciones
- Ganador del Premio Teddy del Festival Internacional de Cine de Berlín a la mejor película (1994) [11]
- Ganadora del Premio del Público Festival de cine estadounidense de Deauville y nominada al Premio de la Crítica por Rose Troche (1994) [12]
- Ganador de GLAAD Media Awards a la mejor película (1995) [13]
- Premio Gotham Awards Open Palm por Rose Troche (1994) [14]
- Nominación a los Premios Independent Spirit a la mejor actriz de reparto por VS Brodie (1995) [15]
- Nominación al Premio de la Sociedad de Cine Político a los Derechos Humanos (1995) [12]
- Nominación al Gran Premio del Jurado del Festival de Cine de Sundance (1994) [16]